# LA IV
LA IV è il quarto album discografico del gruppo musicale italiano Ossi Duri, pubblicato nel 2008 dall'etichetta discografica Electromantic Music insieme alla neo-nata etichetta discografica indipendente degli Ossi Duri LaZaRiMus.

## Descrizione
Il disco esce in versione fisica come DVD, mentre la versione audio è solamente digitale. Le tracce sono registrate durante i vari concerti live tra il 2004 e il 2008 e intervallati da partecipazioni di ospiti come Elio, Ike Willis, Napoleon "Murphy" Brock e David e Sara Surkamp.

## Tracce
Testi e musiche di Ossi Duri dove non altrimenti indicato.
1. Kentucky Fried Chicken – 6:17
2. La Fonte Dell'odore – 3:45
3. Tu Stappa – 2:28
4. Odore di Paese – 4:11
5. Guru Cioè – 5:15
6. Le Pene di Diogene – 4:07
7. Istruzioni Per L'Uso – 5:16
8. Solo E Giovane – 4:02
9. Tienilo Unto – 4:59
10. Tette E Birra – 7:52
11. Le Fisse – 6:49
12. Andy (feat. Ike Willis) – 10:30 (F.Zappa)
13. Theme From Subway Sue (feat. David Surkamp & Sara Surkamp) – 6:46 (Pavlov's Dog)
14. Mr. Pigman – 2:48
15. The Idiot Bastard Son (feat. Napoleon Murphy Brock) – 3:12 (F.Zappa)
16. Trouble Every Day (feat. Ike Willis & Napoleon Murphy Brock) – 6:21 (F.Zappa)
17. Florentine Pogen (feat. Elio) – 7:58 (F.Zappa)

## Versione DVD
La versione DVD dell'album intervalla immagini live con immagini registrate ad hoc per il DVD. Oltre alla presenza dell'Uomo Maiale, ci sono molti personaggi interpretati dagli stessi Ossi Duri. Inoltre i brani sono spesso divisi da intermezzi non presenti sulla versione audio. I brani con gli ospiti sono negli speciali del DVD.

## Formazione

### Gruppo
- Martin Bellavia - chitarra, voce
- Ruben Bellavia - batteria, voce
- Simone Bellavia - basso, voce
- Alex Armuschio - tastiere, voce
- Andrea Vigliocco - tastiere, percussioni, voce

### Altri musicisti
- Elio - voce
- Ike Willis - chitarra, voce
- Napoleon "Murphy" Brock - sax, voce
- David Surkamp - voce
- Sara Surkamp - voce